# Alexandrine Latendresse
Alexandrine Latendresse, née le 30 avril 1984 à L'Épiphanie, est une femme politique canadienne qui a également été actrice dans son enfance. Elle est députée de la circonscription de Louis-Saint-Laurent à la Chambre des communes du Canada de 2011 à 2015, sous l'étiquette du Nouveau Parti démocratique.

## Biographie
Elle est la fille de Germain Latendresse et de Françoise Boulanger. Au cours de son enfance, elle a le rôle de Julie dans les publicités télévisées de la fin des années 1980 qui font la promotion du fromage au Québec. Elle a ensuite des rôles dans des séries télévisées, dont Watatatow et Virginie, et participe à quelques films, dont Aline, Le jardin d’Anna, Soho et La fête des rois.  Elle fait ses études secondaires au Collège de l'Assomption de 1996 à 2001, puis collégiales en sciences de la nature et en arts et lettres au Cégep de Rimouski de 2001 à 2004. Elle fait un certificat en études russes à l'Université Laval de 2005 à 2006.  Elle poursuit des études en langues, histoire et politique à l'université d'État des sciences humaines de Russie (RGGU), de 2006 à 2007.
Elle enseigne le français et la littérature québécoise à l'université d'État des sciences humaines de Russie, lors de son séjour dans cet établissement en 2006 et 2007, ainsi qu'à des enfants de familles russes et anglophones.  Elle a travaillé comme naturaliste au Centre écologique de Port-au-Saumon.
Lors de l'élection fédérale canadienne de 2008, elle est candidate du Nouveau Parti démocratique dans la circonscription de Louis-Saint-Laurent, où elle termine en quatrième place avec 5 252 votes (10,45%).
De 2008 à 2011, elle poursuit des études de baccalauréat ès arts en linguistique à l'Université Laval.
Lors de l'élection fédérale canadienne de 2011, elle est de nouveau candidate néo-démocrate dans Louis-Saint-Laurent. Parallèlement à la campagne électorale, elle complète son programme de baccalauréat, une semaine avant le jour de l'élection. Elle devait entreprendre des études de maîtrise en linguistique informatique en mai 2011. Durant la campagne électorale, elle s'engageait toutefois à les interrompre en cas de victoire électorale.
À l'issue de cette élection, le 2 mai 2011, elle est élue députée, défaisant la ministre conservatrice Josée Verner par 1 295 votes.
Le 2 juin 2011, elle devient porte-parole adjointe du NPD en matière de réforme démocratique. Le 1er mai 2012, elle propose à la Chambre des Communes un projet de loi sur le bilinguisme de dix agents du Parlement. Adopté le 5 juin.
En février 2015, elle annonce qu'elle ne sera pas candidate pour un deuxième mandat, évoquant des raisons personnelles.

## Résultats électoraux
|       | Candidat                | Parti          | # de voix | % des voix |
|       | (sortant) Josée Verner  | Conservateur   | +21 334,  | 37,59 %    |
|       | France Gagné            | Bloc québécois | +08 148,  | 14,36 %    |
|       | Philippe Mérel          | Libéral        | +03 612,  | 6,36 %     |
|       | Alexandrine Latendresse | NPD            | +22 629,  | 39,87 %    |
|       | Jean Cloutier           | Vert           | +00857,   | 1,51 %     |
|       | Daniel Arseneault       | Héritage       | +00175,   | 0,31 %     |
| Total | Total                   | Total          | 56 755    | 100 %      |

|       | Candidat                | Parti          | # de voix | % des voix |
|       | (sortant) Josée Verner  | Conservateur   | +23 683,  | 47,14 %    |
|       | France Gagné            | Bloc québécois | +13 330,  | 26,53 %    |
|       | Hélène H. Leone         | Libéral        | +06 712,  | 13,36 %    |
|       | Alexandrine Latendresse | NPD            | +05 252,  | 10,45 %    |
|       | Jean Cloutier           | Vert           | +01 260,  | 2,51 %     |
| Total | Total                   | Total          | 50 237    | 100 %      |